# Dammarie
Dammarie – miejscowość i gmina we Francji, w Regionie Centralnym, w departamencie Eure-et-Loir.
Według danych na rok 1990 gminę zamieszkiwały 1333 osoby, a gęstość zaludnienia wynosiła 41 osób/km² (wśród 1842 gmin Regionu Centralnego Dammarie plasuje się na 298. miejscu pod względem liczby ludności, natomiast pod względem powierzchni na miejscu 295.).